# Киримово
Киримово — деревня в Сергиево-Посадском районе Московской области России, входит в состав сельского поселения Лозовское.

## Население
| 1859 | 1890 | 1899 | 1926 | 2002 | 2006 | 2010 |
| ---- | ---- | ---- | ---- | ---- | ---- | ---- |
| 81   | ↗107 | ↘49  | ↗115 | ↘10  | ↗12  | →12  |

## География
Деревня Киримово расположена на севере Московской области, в южной части Сергиево-Посадского района, примерно в 43 км к северу от Московской кольцевой автодороги и 11,5 км к югу от железнодорожной станции Сергиев Посад, по правому берегу реки Торгоши бассейна Клязьмы.
В 3 км севернее деревни проходит Ярославское шоссе М8, в 14,5 км к югу — Московское малое кольцо А107, в 17 км к северо-востоку — Московское большое кольцо А108, в 17 км к юго-востоку — Фряновское шоссе Р110.
Ближайшие сельские населённые пункты — деревни Зубцово и Шелково.

## История
В «Списке населённых мест» 1862 года — владельческая деревня 1-го стана Дмитровского уезда Московской губернии по левую сторону Архангело-Богородского тракта (от Сергиевского посада в Богородский уезд), в 45 верстах от уездного города и 5 верстах от становой квартиры, при реке Торгоме, с 10 дворами и 81 жителем (40 мужчин, 41 женщина).
По данным на 1890 год — деревня Митинской волости Дмитровского уезда с 107 жителями.
В 1913 году — 18 дворов.
По материалам Всесоюзной переписи населения 1926 года — деревня Куроедовского сельсовета Сергиевской волости Сергиевского уезда Московской губернии в 5,3 км от Ярославского шоссе и 10,7 км от станции Хотьково Северной железной дороги; проживало 115 жителей (57 мужчин, 58 женщин), насчитывалось 19 крестьянских хозяйств.
С 1929 года — населённый пункт Московской области в составе:
- Зубцовского осельсовета Сергиевского района (1929—1930)[13],
- Зубцовского сельсовета Загорского района (1930—1939)[14],
- Воздвиженского сельсовета Загорского района (1939—1963, 1965—1991)[14][15][16],
- Воздвиженского сельсовета Мытищинского укрупнённого сельского района (1963—1965)[15],
- Воздвиженского сельсовета Сергиево-Посадского района (1991—1994)[16],
- Воздвиженского сельского округа Сергиево-Посадского района (1994—2006)[17],
- сельского поселения Лозовское Сергиево-Посадского района (2006 — н. в.)[18][19].